# Пневматичний інститут

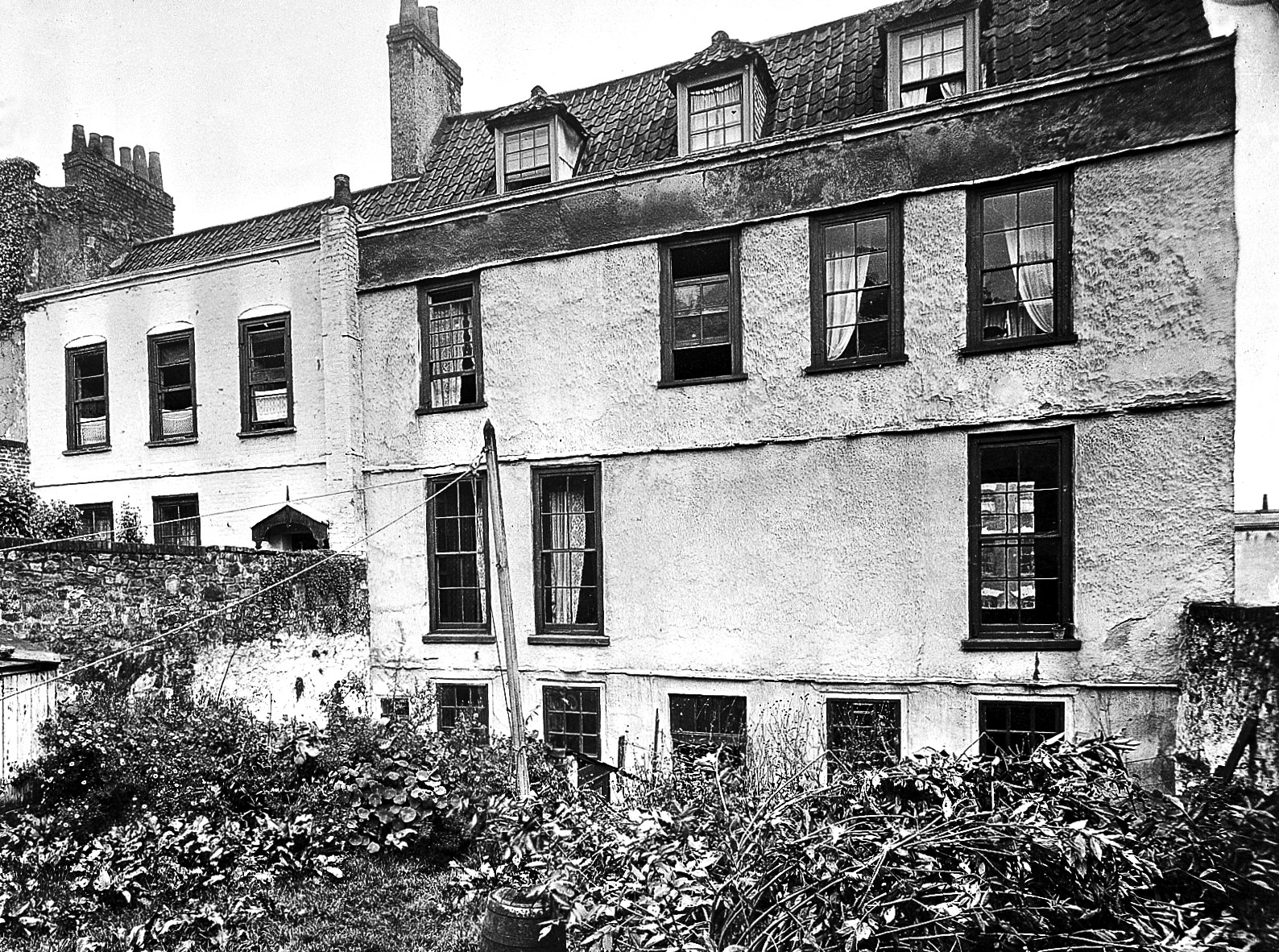
Пневматичний інститут

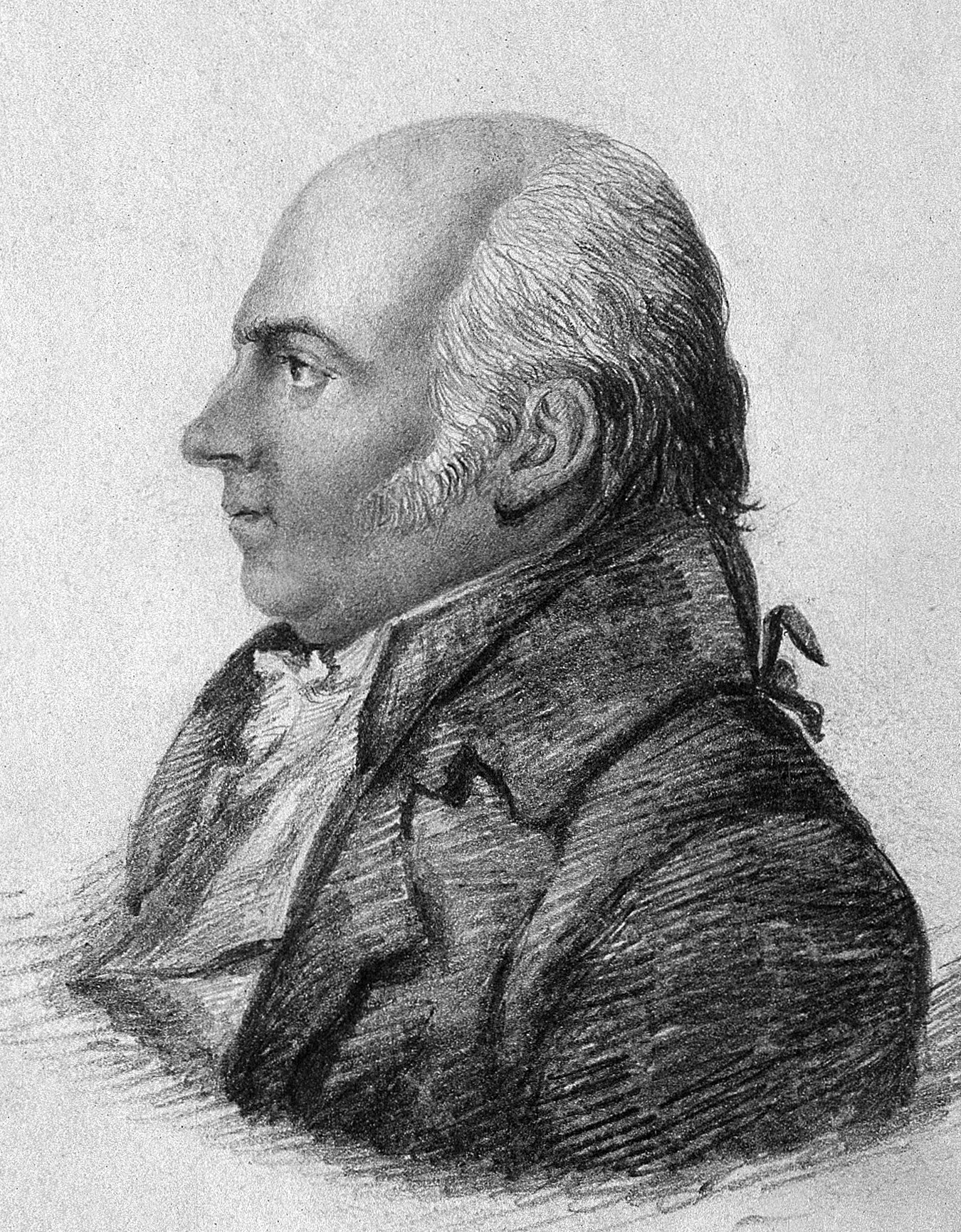
Томас Беддоус — фундатор Пневматичного інституту

51°27′05″ пн. ш. 2°37′13″ зх. д. / 51.45138889° пн. ш. 2.62027778° зх. д.
Пневматичний інститут — медичний дослідницький заклад у Брістолі, Англія, у 1799—1802 роках. Він був створений лікарем і науковим письменником Томасом Беддосом для вивчення медичних ефектів газів, відомих як фальшиві повітря, які були нещодавно відкриті. Гемфрі Деві очолював лабораторію Інституту, досліджуючи вплив звеселяючого газу на себе та інших, а Джеймс Ватт розробив більшу частину обладнання лабораторії.